# Gintaras Beresnevičius
Gintaras Beresnevičius (ur. 8 lipca 1961 w Kownie, zm. 6 sierpnia 2006 w Wilnie) – litewski historyk religii specjalizujący się w mitologii bałtyjskiej. Wraz z Norbertasem Vėliusem uważany jest za największego znawcę litewskiej mitologii.

## Kariera
W 1984 ukończył studia na Uniwersytecie Wileńskim, Wydział Historii. Od 1986 pracował na kilku uczelniach. W 1993 uzyskał stopień doktora. Opublikował ponad sto artykułów naukowych. Beresnevičius współpracował z dziennikiem „Naujasis Židinys” (po polsku Nowe Palenisko). Publikował też w tygodniku „Šiaurės Atėnai” (Północne Ateny). W 2001 odebrał nagrodę z rąk prezydenta Litwy za zbiór esejów dotyczących historii Litwy zatytułowany „Ant laiko ašmenų”. W 2003 wydał podręcznik do religioznawstwa dla szkoły średniej.
Oprócz pracy naukowej zajmował się także pisarstwem i publicystyką. Wydawał powieści, wiersze i liczne eseje (wiele z nich pod różnymi pseudonimami, na przykład Antanas Sereda). W jego krótkich opowiadaniach zauważyć można inspirację twórczością Daniiła Charmsa.
Podczas wyborów prezydenckich na Litwie w 2004 poparł kandydaturę Kazimiery Prunskienė.

## Najważniejsze prace
- „Dausos: pomirtinio gyvenimo samprata senojoje lietuvių pasaulėžiūroje” (Dausos: wizja życia pozagrobowego według dawnych wierzeń litewskich) (1990)
- „Baltų religinės reformos” (Reformy religii bałtyjskich) (1995)
- „Religijų istorijos metmenys” (Zarys historii religii) (1997)
- „Religijotyros įvadas” (Wstęp do religioznawstwa) (1997)
- „Trumpas lietuvių ir prūsų religijos žodynas” (Mały słownik religii Litwy i Prus) (2001)
- „Ant laiko ašmenų (eseistika)” (2002)
- „Imperijos darymas: Lietuviškos ideologijos metmenys” (Budowa imperium: zarys litewskiej ideologii) (2003)
- „Eglė žalčių karalienė ir lietuvių teogoninis mitas” (Eglė, królowa trawiastych węży i litewski mit teogoniczny) (2003)
- „Palemono mazgas. Palemono legendos periferinis turinys” (Węzeł palemoński – ukryte przesłanie legendy o Palemonasie) (2003)
- „Lietuvių religija ir mitologija: sisteminė studija” (Religia i mitologia litewska: systematyczne studium) (2004)

## Źródła
- (lit.) Gintaras Beresnevičius, „Lietuviškos knygos” (Księgi litewskie)
- (lit.) Vilniuje mirė rašytojas G. Beresnevičius (W Wilnie zmarł pisarz G. Beresnevičius) (7.08.2006 r.)